# Parco nazionale di Andringitra
Il Parco nazionale di Andringitra è un'area naturale protetta del Madagascar.
Il parco fa parte del complesso delle Foreste pluviali di Atsinanana, patrimonio dell'umanità dell'UNESCO.
Si trova nella zona degli altopiani centrali, nella provincia di Fianarantsoa, 100 km a sud rispetto al capoluogo, 47 km a sud di Ambalavao.

## Territorio
Il parco copre una superficie di 31.160 ettari, e include il massiccio granitico del Picco Boby (2.658 m s.l.m.), meta di alcune delle escursioni che vengono proposte ai turisti.

## Flora
La forma di vegetazione dominante è la foresta primaria pluviale.

Al di sopra dei 2.000 m prevale la cosiddetta "macchia ericoide". Si tratta un ecosistema di alta montagna, rinvenibile soltanto sulle parti sommitali dei massicci montuosi del Madagascar settentrionale (Andringitra, Tsaratanana, Ankaratra e Marojejy), caratterizzato dalla predominanza di specie delle famiglie Asteraceae (Psiadia spp., Helichrysum spp., Stoebe spp., Stenocline spp.), Ericaceae (Erica spp., Agauria spp., Vaccinum spp.), Podocarpaceae (Podocarpus spp.), Rhamnaceae (Phylica spp.) e Rubiaceae.

## Fauna

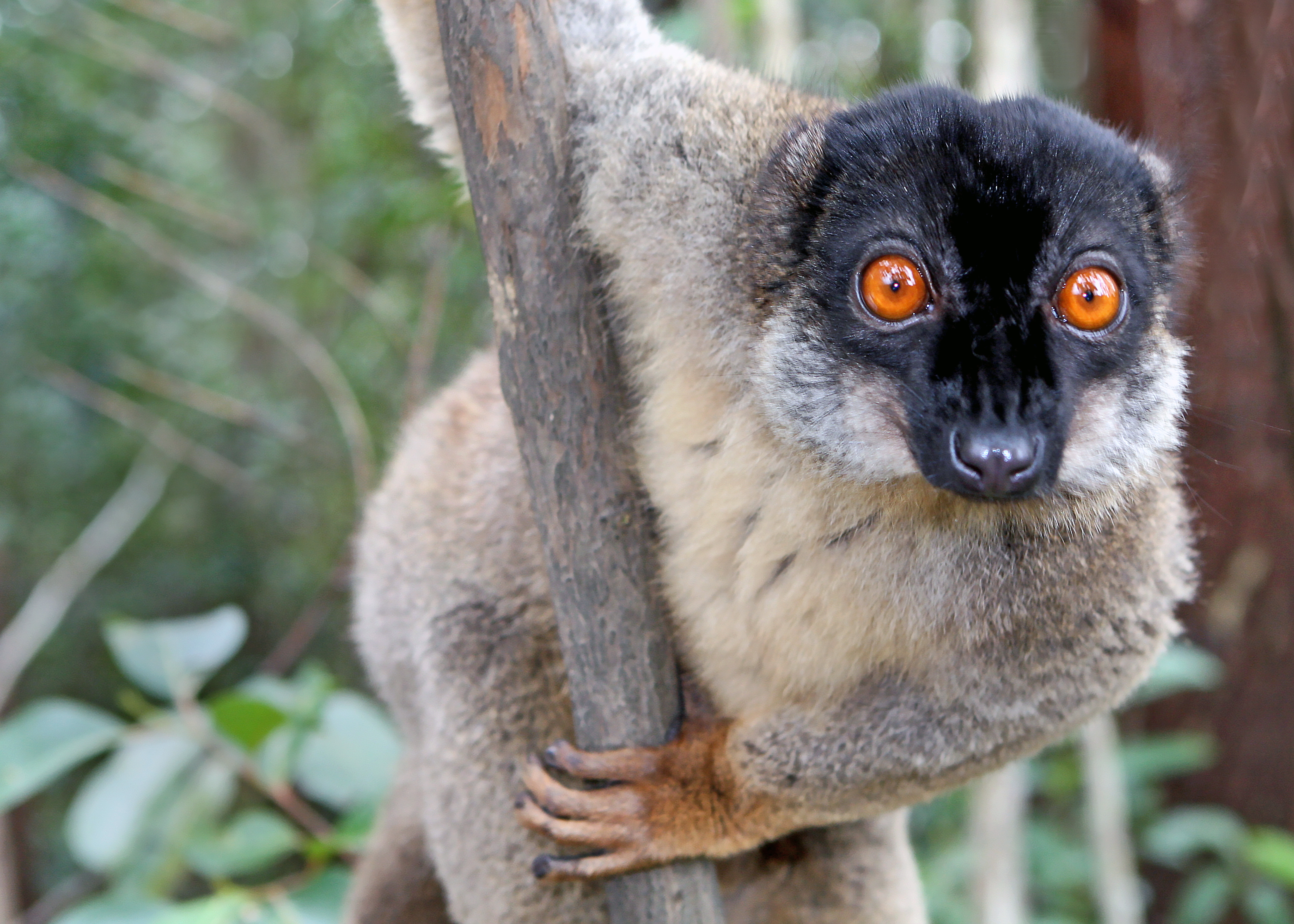
Eulemur fulvus

Il parco ospita 13 differenti specie di lemuri tra cui il lemure dalla coda ad anelli (Lemur catta), l'apalemure grigio meridionale (Hapalemur meridionalis), l'apalemure dorato (Hapalemur aureus), il prolemure dal naso largo (Prolemur simus), il lemure dal ventre rosso (Eulemur rubriventer), il lemure bruno (Eulemur fulvus), il lemure dalla fronte rossa (Eulemur rufifrons) e il sifaka di Milne-Edwards (Propithecus edwardsi) sono facilmente osservabili durante il giorno, mentre l'aye-aye (Daubentonia madagascariensis), il microcebo rosso (Microcebus rufus), il cheirogaleo maggiore (Cheirogaleus major), il lepilemure dal collo chiaro (Lepilemur microdon) e l'avahi di Peyrieras (Avahi peyrierasi) hanno abitudini notturne.

In passato era presente anche il vari bianconero (Varecia variegata) ma è andato incontro ad estinzione locale.

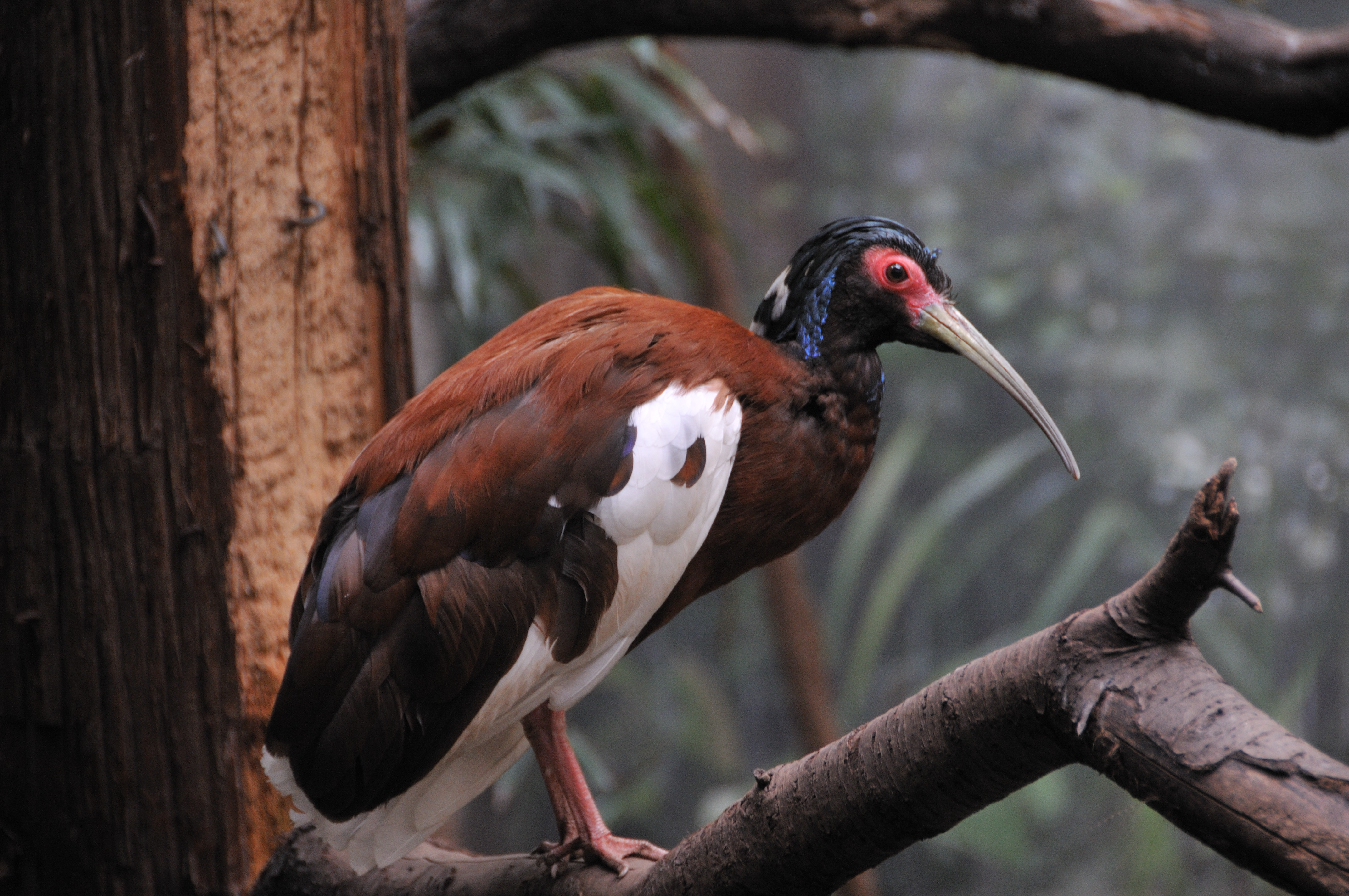
Lophotibis cristata

L'avifauna conta oltre un centinaio di specie differenti tra cui la colomba azzurra del Madagascar (Alectroenas madagascariensis), la poiana del Madagascar (Buteo brachypterus), la falsa nettarinia ventregiallo (Neodrepanis hypoxantha), la ghiandaia marina di Crossley (Atelornis crossleyi), l'ibis crestato di foresta (Lophotibis cristata) e il vanga di Pollen (Xenopirostris polleni).
Tra le oltre 50 specie di rettili presenti meritano una menzione il geco Lygodactylus montanus e i camaleonti Furcifer campani e Calumma nasutum.
Il contingente degli anfibi annovera oltre ottanta specie differenti tra cui Aglyptodactylus madagascariensis, Anodonthyla montana, Boophis ankaratra, Boophis periegetes e Mantella baroni.